# RCAレコード
RCAレコード（RCA Records, Inc.）は、ソニー・ミュージックエンタテインメント米国法人の社内レコードレーベルの一つ。前身はビクタートーキングマシン。

## 概要
1930年代から1960年代まで、コロムビア・レコードと並んでアメリカの二大レコード会社のひとつであった。45回転のEP盤を初めて実用化した会社として知られる。
本社はニューヨークだが、ナッシュビルにおいてカントリー・ミュージックの録音を盛んに行い、カントリーの隆盛に貢献した。同地のカントリーのことを俗に“RCAカントリー”と呼ぶこともある。また、1950年代にはエルヴィス・プレスリーとハリー・ベラフォンテという二大スターを擁し、ロックとカリプソを制した。
旧BMGの傘下で、現在はソニー・ミュージックエンタテインメント米国法人の事業部門である。

## 沿革
- 1901年 - ビクタートーキングマシンが設立される。
- 1925年 - 電気録音を導入。
- 1929年 - RCA（Radio Corporation of America、現・仏ヴァンティヴァ社）がビクタートーキングマシンを買収し、RCAビクターが誕生。その後、RCAの日本現地法人として日本ビクター蓄音機（現・JVCケンウッド）が設立された。
- 1949年1月10日 - 初めてEP盤と専用プレーヤーを発売。
- 1953年10月6日 - 初めての2チャンネルステレオ録音を行う（ストコフスキー指揮の管弦楽団による演奏。曲目はエネスコ作曲「ルーマニア狂詩曲第1番」ほか）。[注釈 1]
- 1955年 - 2チャンネルステレオ・テープ・ソフト発売（ライナー指揮、シカゴ交響楽団によるリヒャルト・シュトラウス作曲「英雄の生涯」「ツァラトゥストラはかく語りき」ほか）
- 1956年 - 提携関係にあったイギリスEMIが米キャピトルを買収したため、同社との提携関係が切れる。このため、同社のヨーロッパでの発売は英デッカを通じて発売されることとなる。[注釈 2]
- 1958年6月 - 1本溝による45/45方式によるステレオ・レコードを発売（オッフェンバック作曲「パリの喜び」（LSC-1817）ほか）。それらはLIVING STEREOと名付けて発売され、ステレオ初期の黄金時代のシンボルの1つとされた。
- 1962年 - LPレコードの音質向上効果を狙った「Dynagroove」を発表、商品化。
- 1968年 - RCAレコードと社名変更[1]。
- 1975年9月21日 - RCAと日本ビクター、更にビクター音楽産業（現・ビクターエンタテインメント〈二代目〉）が合弁、RVC株式会社[2]（RVC CORPORATION）を発足。RCAレーベルをそのまま引き継ぐ。
- 1979年4月16日 - 米サウンド・ストリーム社のデジタル録音機を使って、同社初のデジタル録音を行う（オーマンディ指揮フィラデルフィア管弦楽団による、バルトーク作曲「管弦楽のための協奏曲」）
- 1983年 - コンパクトディスク・ソフトの発売を開始。
- 1986年 - RCAレコードは親会社RCAの業績悪化によりベルテルスマンに売却され、BMGの一部となる。
- 1987年 - BMG Musicと日本ビクター株式会社の合弁会社としてBMGビクター株式会社[3]（BMG VICTOR,INC.）を設立。RVCはBMGの傘下に入り解散、各種資産を継承。
  - 1996年に日本ではJVCグループとの合弁解消以降、100%BMGの子会社となり株式会社BMGジャパン[4]（1997年～1999年）、株式会社BMGファンハウス[5]（1999年～2005年）、BMG JAPAN（2005年～2009年）と継承。2009年には邦楽部門をアリオラジャパン、洋楽部門をRCA/JIVEグループに分割。同年10月1日に法人としてのBMG JAPANはソニー・ミュージックエンタテインメントに合併し、邦楽部門は新会社の株式会社アリオラジャパン（現：ソニー・ミュージックレーベルズ）として発足。洋楽部門は株式会社ソニー・ミュージックジャパンインターナショナル（現：ソニー・ミュージックレーベルズ）に統合された。
- 2004年 - BMGとソニー・ミュージックエンタテインメント（アメリカ）が合併、ソニーBMG・ミュージックエンタテインメントを発足。
- 2008年 - ソニーがBMGの持ち株分50%を買収して、完全子会社とする。同時に社名をソニー・ミュージックエンタテインメントに改める。
- 2011年10月 - アリスタ、ジャイヴ、Jの3レーベルの閉鎖を発表。これらのレーベルの所属アーティストはすべてRCAへ転籍となる[6]。

## 主なアーティスト

### クラシック音楽
- アルトゥール・ルービンシュタイン
- アルトゥーロ・トスカニーニ
- ヴラディーミル・ホロヴィッツ
- ギュンター・ヴァント
- シャルル・ミュンシュ
- 東京クヮルテット
- 冨田勲
- ニコラウス・アーノンクール
- フリッツ・ライナー
- ヤッシャ・ハイフェッツ
- ユージン・オーマンディ
- レオポルド・ストコフスキー

### ポピュラー音楽
- アストロノウツ
- R・ケリー（2019年に契約解除）
- アンチ－フラッグ（日本盤発売時の表記）
- ヴェルヴェット・リヴォルヴァー
- ウォーク・ザ・ムーン
- エヴァリー・ブラザース
- エルヴィス・プレスリー
- クリスティーナ・アギレラ
- Kesha
- サーカス・オブ・パワー（英語版）
- ジェファーソン・エアプレイン
- ジェファーソン・スターシップ
- ジョン・デンバー
- シルヴィ・ヴァルタン
- スコーピオンズ
- テイト・マクレー
- ダリル・ホール&ジョン・オーツ
- チェット・アトキンス
- ディープ・パープル
- デビッド・ボウイー（日本盤発売当時の表記）
- デュアン・エディ（英語版）
- ティナーシェ
- ドートリー
- ハリー・ニルソン
- ハリー・ベラフォンテ
- フェアーグラウンド・アトラクション
- Mr.ミスター
- MILLENNIUM PARADE
- リック・アストリー
- マイリー・サイラス
- RIIZE

## レーベル
- RCAレコード・グループ
  - RCAレコード
  - アリスタ・レコード
  - Jレコード（英語版）
  - ゾンバ・ミュージック・グループ
  - ザ・インク・レコーズ
- RCAビクター・グループ
  - ウィンダム・ヒル・レコード
  - ブルーバード・レコード
  - ハルモニア・ムンディ (ドイツ)
- RCAレッド・シール・レコード（英語版）